# 毛尾鼴屬
毛尾鼴屬（毛尾鼴,），哺乳綱鼩鼱亚目鼴科的一屬，而與毛尾鼴屬（毛尾鼴）同科的動物尚有美洲鼴屬（美洲鼴）、甘肅鼩鼴屬（甘肅鼩鼴）等之數種哺乳動物。